# اردک سوت‌زن پردار
اردک سوت‌زن پردار یا اردک سوت‌زن علفی (نام علمی: Dendrocygna eytoni) یکی از اردک‌های عضو سرده اردکان سوت‌زن است. این پرنده تنها در استرالیا و گینه نو زندگی می‌کند.

## ویژگی‌های ظاهری
طول بدن این پرنده میان ۴۰ تا ۴۵ سانتی‌متر است. رنگ‌آمیزی بدن آن بیشتر از دیگر اردک‌های سوت‌زن است. این رنگ‌آمیزی پرها به صورت سایه‌های گوناگون قهوه‌ای که در گردن و سر روشن‌تر هستند و در پشت تاریک‌تر دیده می‌شود. پرهای پهلوها بلند و رو به بیرون و به رنگ سفید با حاشیه سیاه هستند. این پرها بهترین روش شناسایی این اردک هستند.